# Stuyvesant High School
A Stuyvesant High School (ejtsd: /ˈ s t aɪ v ɪ s ən t / ), diákok között Stuy néven említett elit középiskola, egy speciális, nem magán gimnázium Manhattanben. Mint a New York-i oktatási hivatal által működtetett speciális iskolák, úgy ez is tandíjmentes, intenzív képzést kínál a New York City lakosoknak.
A Stuyvesant-t 1904-ben fiúiskolaként alapították Manhattan keleti részén, East Village-ben. 1934-től már a jelentkezők számára felvételi vizsgát írtak elő, majd az iskolában 1969-től indult el a koedukált képzés. A Stuyvesant Gimnázium 1992-ben költözött jelenlegi helyére, a Battery Park Citybe, ekkor már a hallgatói létszám túl nagy volt, hogy az eredeti campusban elférjen. A régi épületben ma több középiskola is működik.
A Stuyvesantbe való felvétel egy szakosított felvételi teszt eredménye alapján történik, évente mintegy 30 000 jelentkezőből választják ki a legmagasabb pontszámot elérők közül a 800-850 felvett diákot.
A gimnázium folyamatosan az ország legjobb középiskolái közé tartozik. Egy Niche-jelentés alapján a Stuyvesant High School az első számú állami középiskola New York államban, és a 6. helyen áll az Egyesült Államok állami középiskolái között. A legeredményesebb diákjai közé tartozik többek között az Egyesült Államok volt főügyésze, Eric Holder, Brian Greene és Lisa Randall fizikusok, Thomas Sowell közgazdász, Roald Hoffmann vegyész és Eric Lander matematikus-genomkutató. A Stuyvesant egyike annak a hat középiskolának az egész világot figyelembe véve, ahol négy vagy több későbbi Nobel-díjast oktattak.

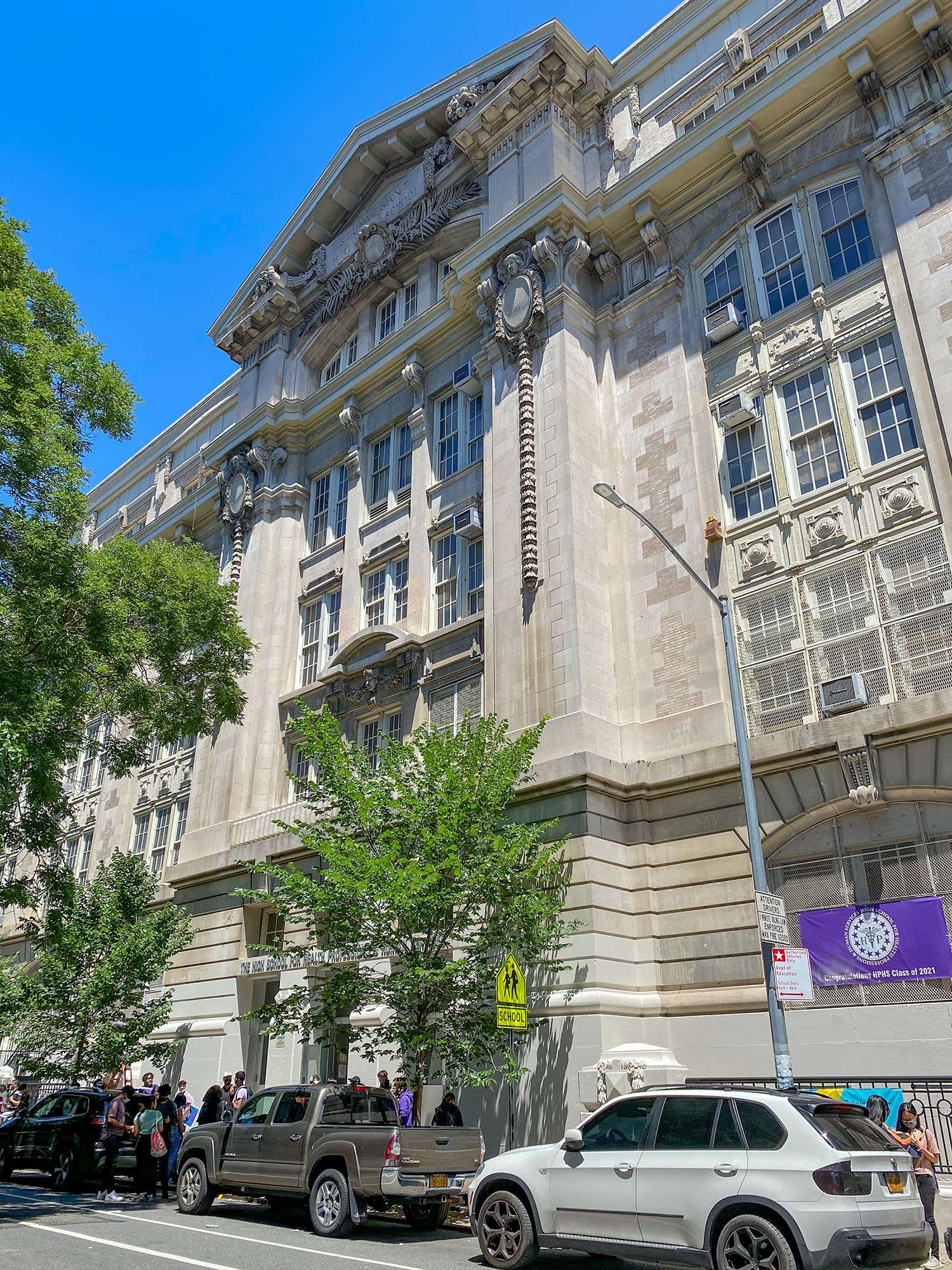
A régi Stuyvesant Campus a keleti 15. utcában, 2021-ben

## Nobel-díjas diákok
- Joshua Lederberg (1941) – Fiziológiai és orvostudományi Nobel-díj, 1958 [6]
- Robert Fogel (1944) – Közgazdasági Nobel-emlékdíj, 1993 [7]
- Roald Hoffmann (1954) – Kémiai Nobel-díj, 1981 [8]
- Richard Axel (1963) – Fiziológiai és orvostudományi Nobel-díj, 2004 [9]